# Порнография в Азербайджане
Порнография в Азербайджане существует, но её приобретение в разных частях страны довольно затруднено. Порнографическую продукцию можно недорого купить в столице Баку. В законодательстве Азербайджана Закон «О средствах массовой информации» (1999) гласит: «Порнографические материалы определяется как произведения искусства, фотографии, знания и другие произведения, содержащие изображения плоти (в движении или неподвижно) во время плотских отношений, носящие грубый и непристойный характер».
Имеются данные о наказании за взятки при попытках провезти через границу жестокую порнографию. Мягкое порно никогда не наказывалось, но таможенники взимают «сбор» за перевозку софткор-порно через границу.

## Детская порнография
Детская порнография запрещена законами «О ребенке» (1998 г.) и «О средствах массовой информации» (1999 г.), Планом мер по решению проблемы бездомных и беспризорных детей и Народным планом эффективной борьбы с торговлей людьми.